# Autorreplicación
La autorreplicación es cualquier proceso por el cual una cosa puede hacer una copia de sí misma. Las células, en ambientes adecuados, se reproducen por división celular. Durante la división celular, el ADN se replica y puede transmitirse a la descendencia durante la reproducción. Las prostaglandinas se pueden reproducir, pero solo comandando la maquinaria de reproducción de las células a través de un proceso de infección. Los virus biológicos pueden replicarse, pero solo usando la maquinaria replicativa de las células a través de un proceso de infección. Los virus informáticos se replican utilizando el hardware y el software ya presentes en los ordenadores. 

## Descripción general

### Teoría
A principio de la investigación de John von Neumann, se estableció que una forma común de replicador tiene varias partes:[cita requerida]
- Un genoma compacto, por lo general resistente a errores. Biológicamente, este es el ADN.

- Un conjunto especializado de mecanismos para copiar y reparar el genoma, utilizando los recursos reunidos por el cuerpo. Biológicamente, esto es algo así como la polimerasa del ADN.

- Un organismo que reúne los recursos y la energía e interpreta un algoritmo almacenado. Biológicamente, estos son los ribosomas.

Las excepciones a esta pauta son posibles. Por ejemplo, los científicos han construido con éxito el ARN que se copia a sí mismo en un "medio ambiente" que es una solución de los monómeros del ARN y la transcriptasa inversa. En este caso, el cuerpo es el genoma, y los mecanismos especializados para la copia son externos.
Sin embargo, el caso más simple posible es el que sólo exista un genoma. Sin especificación alguna de los pasos reproductivos, un sistema de un genoma único es, probablemente, mejor caracterizado como algo así como un cristal.[cita requerida]

### Clases de autorreplicación
Una investigación reciente ha comenzado a clasificar los replicadores, basándose a menudo en la cantidad de apoyo que requieren.[cita requerida]
- Replicadores naturales: la totalidad o la mayor parte de sus diseños no son humanos. Estos sistemas incluyen las formas de vida natural.
- Replicadores autótrofos: pueden reproducirse a sí mismos «en el medio silvestre». Utilizan su propia materia. Se conjetura que los seres humanos podrían diseñar replicadores autótrofos no naturales, y estos podrían aceptar fácilmente las especificaciones de los humanos.
- Sistemas autorreproductivos: sistemas que producen copias de sí mismos a partir de materias primas industriales tales como barras de metal y alambre.
- Sistemas autoensamblables: hacen copias de sí mismos acabados. Ejemplos simples de estos sistemas ya se han demostrado a gran escala.

El espacio de diseño de máquinas replicadoras es muy amplio. Un estudio hecho hasta la fecha por Robert Freitas y Ralph Merkle ha identificado 137 formas de diseño agrupados en una docena de categorías diferentes.[cita requerida]

### Programa informático de autorreplicación
En ciencias de la computación, un programa informático autorreplicador es un programa de computadora que, cuando se ejecuta, reproduce su propio código. A esto también se le llama un quine. Aquí hay un ejemplo de programa en el lenguaje de programación Python:
a='a=%s;print a%%`a`';print a%`a`
Un enfoque más trivial es escribir un programa que va a hacer una copia de cualquier flujo de datos que está dirigida a él, y luego dirigirla a sí mismo. En este caso, el programa es tratado como código ejecutable, y como los datos a ser manipulados.[cita requerida]
Este enfoque es común en la mayoría de sistemas autorreplicadores, incluidos los aspectos biológicos de la vida, y es más simple en el sentido de que no requiere el programa para contener una descripción completa de sí mismo.[cita requerida]
En muchos lenguajes de programación, un programa vacío es aún un programa legal, que se ejecuta sin producir errores o cualquier otra salida. La salida es, por lo tanto, lo mismo que el código fuente, por lo que el programa es una autorreproducción trivial.[cita requerida]

### Azulejo autorreplicador
En geometría un azulejo autorreplicador es un patrón de azulejo en el que varias baldosas congruentes pueden ser combinadas para formar un azulejo más grande que es similar al original. Este es un aspecto del campo de estudio conocido como mosaico. La "esfinge" poliamante es el único pentágono autorreplicante conocido. Por ejemplo, cuatro de estos pentágonos cóncavos pueden ser unidos para hacer uno con el doble de las dimensiones. Solomon W. Golomb acuñó el término Azulejos-Rep para estos mosaicos autorreplicadores.

### Aplicaciones
El lograr una máquina autorreplicadora se trata de un objetivo a largo plazo de algunas ciencias de la ingeniería, un material o dispositivo que puede autorreplicarse. La razón habitual es lograr un bajo costo por día, conservando al mismo tiempo la utilidad del bien fabricado. Muchas autoridades dicen que en el límite, el costo de la autorreplicación cambie el enfoque del costo por peso de madera u otras sustancias biológicas, ya que la autorreplicación evita los costos de mano de obra, capital y distribución de los productos manufacturados convencionales.
Un replicador artificial es un razonable objetivo a corto plazo. Un estudio reciente de la NASA comparó a la complejidad de una máquina replicadora aproximadamente con la de un CPU de un Intel Pentium 4. Es decir, esa tecnología se puede lograr con un relativamente pequeño grupo de ingenieros en un tiempo comercial razonable a un costo razonable.
Dada el gran interés actual en la biotecnología y los altos niveles de financiación en este ámbito, los intentos de explotar la capacidad replicativa de las células son oportunas, y esto puede llevar fácilmente a importantes reflexiones y avances.
Una variación de la autorreplicación de importancia práctica está en los compiladores de construcción, donde ocurre el mismo problema del huevo y la gallina como en la autorreplicación natural. Un compilador (fenotipo) puede aplicarse a un compilador del propio código fuente (genotipo) que produce otro compilador. Durante el desarrollo del compilador, se hace una modificación (mutación) que se utiliza para crear la próxima generación de compiladores. Este proceso natural se diferencia de la autorreplicación en que el proceso está dirigido por un ingeniero, no por el objeto en sí.

## Autorreplicación mecánica
Uno de los principales objetivos en el campo de los robots es la autorreplicación de máquinas. Las máquinas autorreplicadoras se conocen como "máquinas de von Neumann", aunque este término es ambiguo, ya que también se refiere a una computadora también inventada por John von Neumann. Dado que todos los robots (por lo menos en los tiempos modernos) tienen las mismas características, un robot autorreplicador (o posiblemente un enjambre de robots) tendría que hacer lo siguiente:
- Obtener materiales de construcción.
- Fabricar piezas nuevas.
- Proporcionar una fuente de energía compatible.
- Programar los nuevos miembros.

Aún no se ha construido un autorreplicador plenamente capaz, a pesar de que haya sistemas que se hayan mostrado capaces de un autoensamblaje mucho más limitado en condiciones controladas.[cita requerida]
En una escala nanométrica, también podrían diseñarse máquinas para autorreplicarse en virtud de su propio poder. Esto, a su vez, ha dado lugar a la idea del "goo gris" de la versión de Armageddon, tal como figura en novelas de ciencia ficción como Bloom, Prey y Recursión.[cita requerida]
El Foresight Institute ha publicado un comentario para los investigadores en mecánica de la autorreplicación. Estas recomiendan que los investigadores utilicen varias técnicas específicas para la prevención de que los replicadores mecánicos se salgan de control.[cita requerida]
Para un detallado artículo sobre la reproducción mecánica por lo que se refiere a la era industrial, ver producción en masa.[cita requerida]

## Campos que estudian la autorreplicación
La mayor parte de la investigación se ha producido en unas pocas áreas:
- La Genética estudia la replicación y los replicadores naturales (los ácidos nucleicos, entre otros), y sus interacciones. Las características de estos replicadores permiten que almacenen información, que se replica con la propia molécula replicante (generalmente el ADN). Esta es la base de una de las dos ramas fundamentales de la genética, la genética de la transmisión.

- La Memética estudia las ideas y la forma en que se propagan en la cultura humana. Los Memes requieren sólo pequeñas cantidades de material, y, por lo tanto, tienen similitudes teóricas con los virus y se describen a menudo como virales.

- La nanotecnología o más precisamente, la nanotecnología molecular se refiere a los ensambladores a escala nano. Sin autorreplicación, el capital y los costos del montaje de máquinas moleculares es imposiblemente grande.

- Como recurso espacial: La NASA ha patrocinado una serie de estudios para diseñar y desarrollar mecanismos replicadores como recursos espaciales. La mayoría de estos diseños incluyen máquinas que se copian a sí mismas.

- En seguridad informática: Muchos problemas en informática son causados por la autorreplicación de programas de computadora que infectan los ordenadores (los gusanos y virus informáticos).

- En la computación paralela, se necesita mucho tiempo para cargar manualmente un nuevo programa en cada nodo de un gran grupo de computadoras o un sistema de computación distribuido. Se carga automáticamente los nuevos programas utilizando agentes móviles que pueden ahorrar al administrador del sistema un montón de tiempo y ofrece a los usuarios resultados mucho más rápidos, siempre y cuando no se salga de control.

## La autorreplicación en la industria

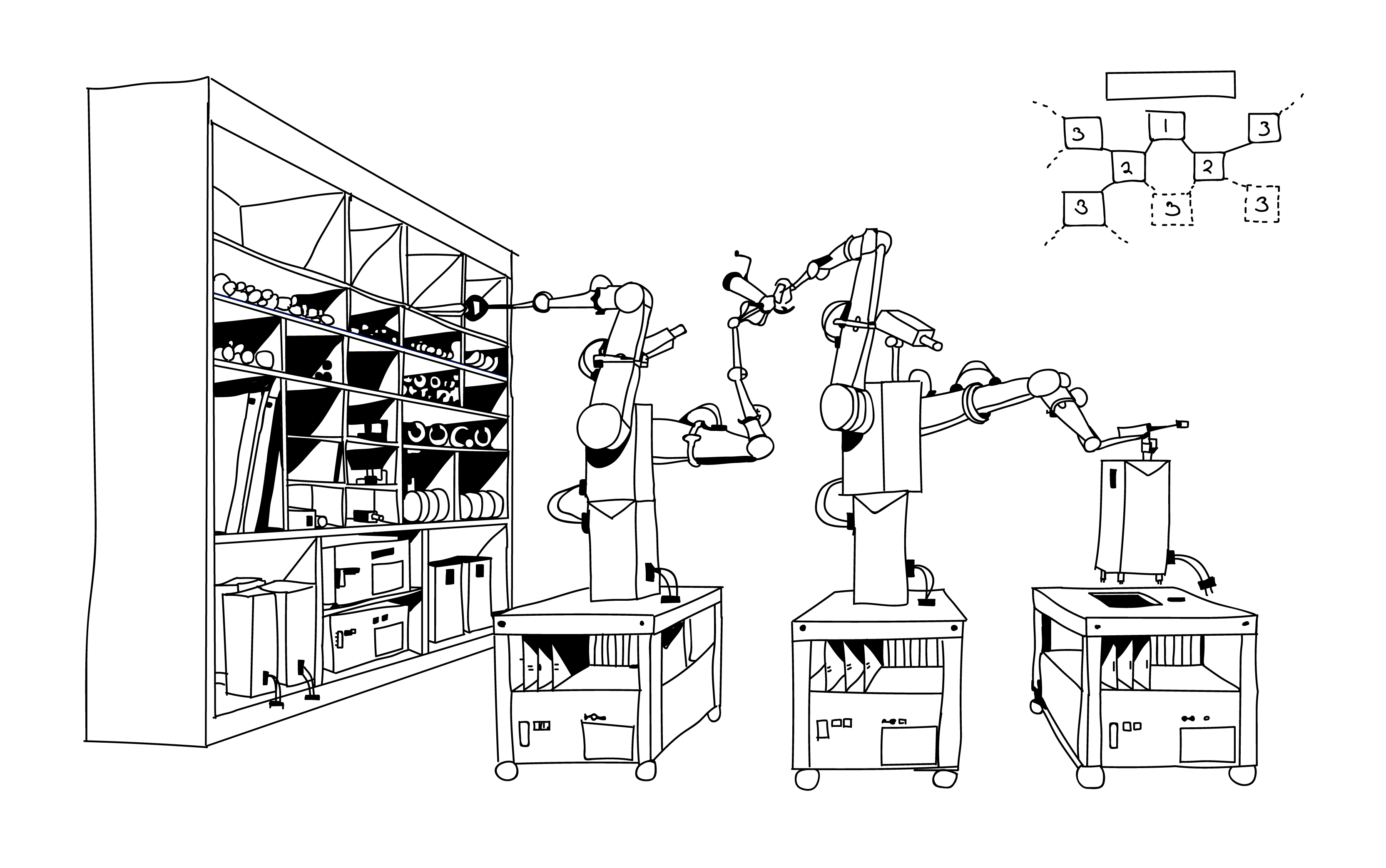
Una máquina autorreplicante simple.

### Exploración del espacio y manufactura
El objetivo de la autorreplicación en los sistemas espaciales es para explotar grandes cantidades de materia con una bajo combustible de lanzamiento. Por ejemplo, una máquina autótrofa autorreplicante podría cubrir una luna o un planeta con células solares, y obtener energía de la Tierra utilizando microondas. Una vez en funcionamiento, la misma maquinaria que se autoconstruye también podría producir materias primas o los mismos objetos fabricados, incluidos los sistemas de transporte para enviar productos. Otro modelo de autorreplicante es una máquina que se copia a sí misma a través de la galaxia, facilitando el envío de información.
En general, debido a que estos sistemas son autótrofos, son los más difíciles y complejos replicadores conocidos. También se cree que los más peligrosos, porque no requiere ninguna aportación de los seres humanos, a fin de reproducirse.
Un clásico estudio teórico de replicadores en el espacio es el estudio de 1980 de la NASA sobre máquinas replicadoras autótrofas, editado por Robert Freitas.
Gran parte del diseño del estudio se refiere a un simple y flexible sistema de químicos para el procesamiento del regolito lunar, las diferencias entre la proporción de elementos que necesita el replicador, y el radio disponible en el regolito. El elemento clave fue la limitación del cloro, un elemento esencial para el procesamiento de regolito de aluminio. El cloro es muy raro en regolito lunar, y una tasa sustancialmente más rápida de reproducción puede ser asegurada con la importación de cantidades modestas.
El diseño de referencia específico son pequeños carritos eléctricos controlados por computadora y que se mueven sobre rieles. Cada carro podría tener una simple mano o una pequeña pala topadora, formando un robot básico.
La potencia sería proporcionada por un grupo de célula fotoeléctrica soportadas en pilares.
Un robot puede usar un brazo robótico con unas herramientas escultoras para hacer moldes de yeso. Los moldes de yeso son fáciles de hacer, y precisan partes con buenos acabados superficiales. El robot podría entonces producir la mayoría de las partes.
Una especulativa y más compleja "fábrica de chips" se ha especificado para producir computadoras y sistemas electrónicos, pero los diseñadores también dijeron que podría resultar práctica para enviar chips de la Tierra como si se tratara de "vitaminas".

### Manufactura molecular
Los nanotecnólogos, en particular, creen que probablemente su trabajo no llegue a un estado de madurez hasta que los humanos diseñen un ensamblador autorreplicador de dimensiones nanométricas.
Estos sistemas son considerablemente más simples que los sistemas autótrofos, porque siempre purifican las materias primas y la energía. No tienen que reproducirlas. Esta distinción se encuentra en la raíz de algunas de las controversias acerca de si la manufactura molecular es posible o no. Muchas de las autoridades a las que les resulta imposible citan sistemas autótrofos más complejos. Muchas de las autoridades a las que les resulta posible citan sistemas mucho más sencillos de automontaje, que ya se han demostrado. Entretanto, un LEGO-robot autónomo capaz de seguir un programa preestablecido y montar una copia exacta de sí mismo, a partir de cuatro componentes externamentes proporcionados, se demostró experimentalmente en 2003.
El mero hecho de explotar la capacidad replicativa de las células es insuficiente, debido a las limitaciones en el proceso de biosíntesis de proteínas (véase también la lista de RNA). Lo que se requiere es el diseño racional de un totalmente nuevo replicador con una gama mucho más amplia de capacidad de síntesis.